# Paul Constant
Paul Constant, pseudonimul lui Paul Constantinescu, (n. 29 ianuarie 1895 – d. 1981) a fost un scriitor român, originar din Craiova. A fost fiul unor mici meșteșugari.

## Studii
- Școala comercială superioră

## Slujbe
După terminarea Școlii comerciale superioare activează ca funcționar bancar în Craiova și Caracal, și învățător sătesc. Carieră militară de trei decenii la Sibiu, unde editează ”Provincia literară”(1932-1934).

## Distincții
- Ordinul „Meritul Cultural” clasa a II-a (3 martie 1970) „pentru activitate îndelungată și merite deosebite în domeniul creației literare, cu prilejul împlinirii vîrstei de 75 de ani”[1]

## Activitate literară
În regim de colaborare cu frații săi Eugen Constant și Savin Constant:
- „Amurg prin vitralii”
- „Litanii pentru cei uitați”
- „Idoli de humă”

Schițe:
- „Măști pentru muzeu”(1933)
- „În litera legii”(1933)
- „Zugrăveli”(1933)
- „Mărturisirea unui inculpat”(1936)
- „Oameni cu cioc”(1939)
- „Colivia cu sticleți”

Romane satirice:
- „Rîia”

Romane istorice:
- „Iancu Jianu”(1940)
- „Haiducii”(1957)
- „Tudor Vladimirescu”91960)

Nuvele:
- „Stâlpi de foc”(1967)-culegere de nuvele istorice legate de revoluția din 1848

Cărți pentru copii:
- „Volburi peste veacuri”(1973)
- „Primăvară,focuri și gloanțe”(1973)